# 刺绣

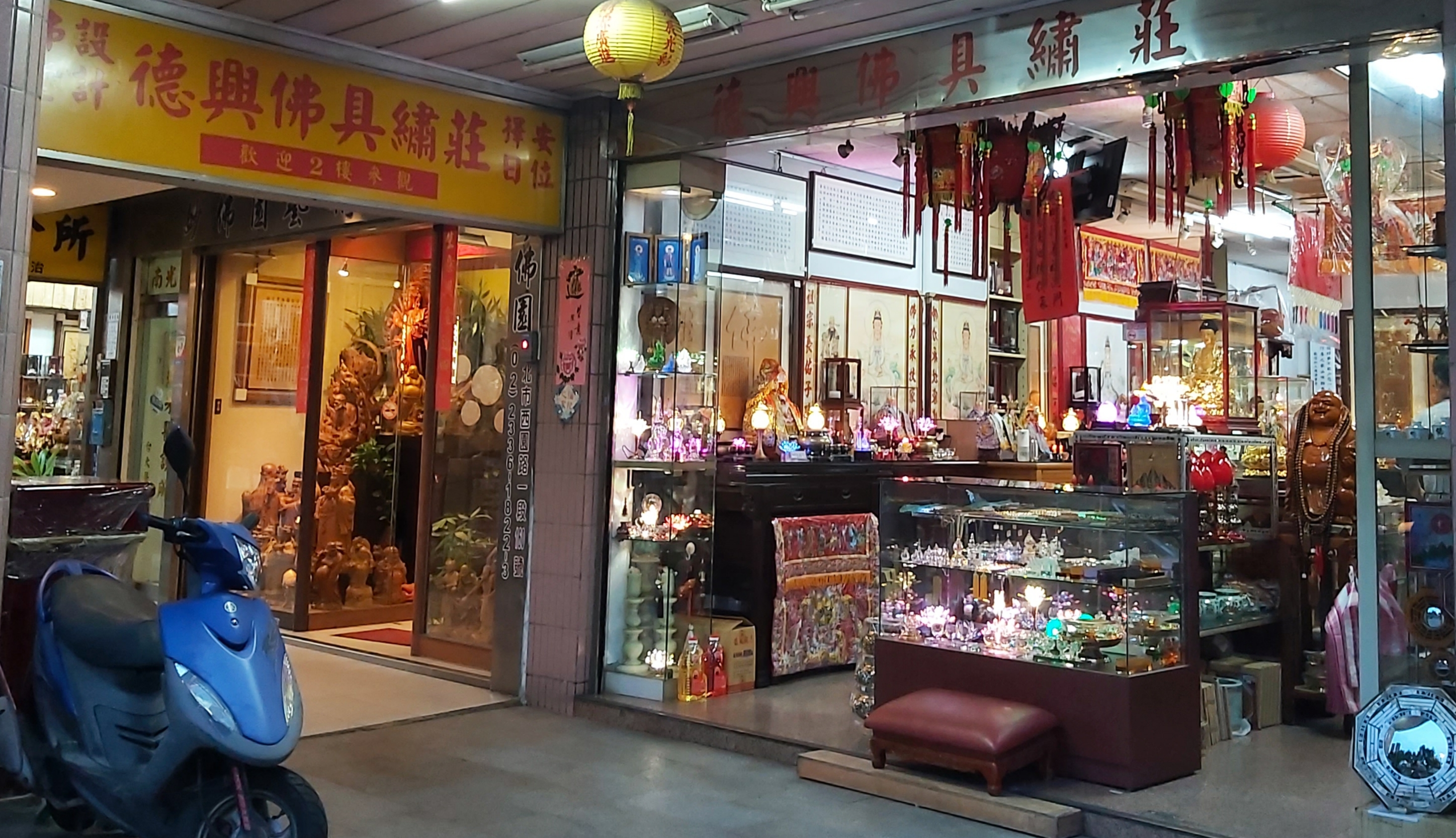
刺繡工藝於中國民間信仰中時常用於神像等宗教用品的布面材質製作，圖為臺北市萬華區一家兼營「繡莊」的宗教用品店。

刺绣是针线在织物上绣制的各种装饰图案的总称，民间传统手工艺之一。同时，刺绣与养蚕事业是紧密相连的，所以刺绣又可以稱为丝绣，并且中国是世界上最早发现与使用蚕丝的国家。根据考古发掘的实物证实，刺绣在中国至少二三千年历史。
中国刺绣主要有：苏州的苏绣、湖南的湘绣、四川的蜀绣和广东的粤绣（广绣、潮绣）四大名绣。此外，还有福建的閩繡、北京的京绣、温州的瓯绣、開封的汴綉、上海的顾绣和苗族的苗绣，产地不同，风格各异。
- 广州博物馆馆藏绣花流苏罩衣
- 浙江省非物质文化遗产馆藏台州刺绣彩繪繡全雕套裝
- 荷兰的金线刺绣
- 龍頭刺繡

刺绣的技法有：错针绣、乱针绣、网绣、满地绣、锁丝、纳丝、纳锦、平金、影金、盘金、铺绒、刮绒、戳纱、洒线、挑花等等，刺绣的用途主要包括生活装饰，如服装、生活用品包括衣服、床上用品、台布等；舞台、艺术装饰。